# Kim Peek
Laurence Kim Peek (Salt Lake City, 11 novembre 1951 – Salt Lake City, 19 dicembre 2009) è stata una persona affetta dalla sindrome del savant con una straordinaria memoria eidetica e disturbi dello sviluppo psicologico dovuti a una congenita deformazione del cervello.
Ha ispirato il personaggio di Raymond Babbitt, interpretato da Dustin Hoffman nel film Rain Man - L'uomo della pioggia.
È deceduto nel 2009 a 58 anni a causa di un attacco cardiaco.

## L'aspetto mentale

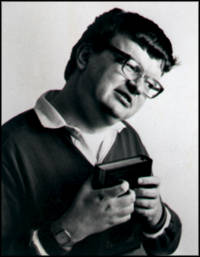
Kim Peek

Kim Peek è nato con una macrocefalia associata a danni al cervelletto e, ciò che forse più conta, un'agenesia del corpo calloso, condizione nella quale manca la rete di fibre nervose che connettono tra loro gli emisferi cerebrali. Nel caso di Peek, mancano anche connessioni secondarie come la commessura anteriore. È stato supposto che i suoi neuroni, in assenza di un corpo calloso, abbiano creato nuove connessioni, il che ha comportato una maggiore capacità mnemonica.
Secondo suo padre Fran, egli era in grado di svolgere attività mnemonica sin dall'età di 16-20 mesi. Imparava a memoria i libri che leggeva, dopodiché, per segnalare che li aveva finiti, li posava rovesciati sulla mensola, un'abitudine che ha conservato. Leggeva un libro in un'ora circa, e si ricordava circa il 98% (impaginazione compresa) di tutto quello che aveva letto, memorizzando un'enorme quantità d'informazione nei più disparati campi, dalla storia alla letteratura, dalla geografia alla matematica, dagli sport alla musica alle date. Conosceva a memoria circa 12.000 libri. Peek riusciva a fare a mente anche calcoli complessi, una capacità che gli tornava utile nel suo lavoro quotidiano, che consisteva nello stilare buste-paga. Dal 1969 è stato attivo presso un laboratorio di adulti disabili.
Peek ha imparato a camminare solo all'età di 4 anni, e aveva una deambulazione sghemba. Non era in grado di abbottonarsi la camicia ed era in difficoltà in altre attività motorie, probabilmente a causa dei danni al cervelletto, normalmente preposto alla coordinazione di queste attività. Nei test psicologici generali, Peek si era rivelato ben al di sotto della media come QI, ma aveva ottenuto punteggi altissimi in alcuni sotto-test. I discordanti risultati hanno condotto alla conclusione che tali test non fossero gli strumenti adatti per valutare le capacità di Peek.
A differenza di molti idiot savant, Peek ha mostrato crescenti capacità socializzanti, probabilmente in seguito alle attenzioni ricevute come il "vero Rain Man". Suo padre sostiene che dal 2004 all'incirca ha cominciato a dar prova di un inedito senso dell'umorismo. Inoltre si è dimostrato ben di più di un semplice deposito di enormi quantità d'informazione; la sua capacità di associare tra loro le informazioni che aveva memorizzato è stata almeno un segno di creatività. Dimostrava difficoltà con le astrazioni, verificabili nell'interpretazione di proverbi o movenze metaforiche. Benché non sia mai stato un prodigio musicale, le capacità di Peek adulto in questo campo hanno riscosso attenzione da quando ha cominciato a studiare il pianoforte. Dimostrava di ricordare musiche udite decenni prima, e riusciva a riprodurle al pianoforte, compatibilmente con le sue limitate capacità manuali. Era in grado di pronunciarsi scorrevolmente sui pezzi di musica che eseguiva, istituendo ad esempio paragoni tra il brano che stava suonando e un altro già sentito. Durante l'ascolto di registrazioni, era in grado di distinguere a quali strumenti erano affidate le singole parti, e si esercitava nell'indovinare compositori di musica mai sentita ricorrendo al paragone con le migliaia di pezzi musicali che aveva a mente.

## Il vero "Rain Man"

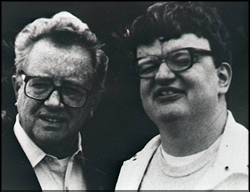
Kim Peek con il padre Fran

Nel 1984 lo sceneggiatore Barry Morrow ha reso visita a Peek ad Arlington, nel Texas; il risultato dell'incontro è stato il film Rain Man del 1988. Il personaggio di Raymond Babbit, benché ispirato a Peek, era impostato come quello di un autistico. Dustin Hoffman, che recitava Babbit, incontrò Peek e altri idiot savant per capire a fondo la loro natura e recitare con maggior aderenza. Il film comportò una valanga di richieste di apparizione, ciò che ha dato un grande impulso all'autostima di Peek. Barry Morrow ha dato a Kim il proprio Oscar da portare con sé e da mostrare nelle varie occasioni. È stato chiamato "l'Oscar più amato" perché, tra tutti, è stato l'Oscar tenuto in mano dal maggior numero di persone. Kim era a suo agio nel fare la conoscenza con estranei, mostrando loro la propria abilità nei calcoli delle date dicendo loro in quale giorno della settimana sono nati e quali erano i titoli principali sui giornali di quel giorno.
Viaggiava con il padre, che lo aveva in carico e compiva tutte quelle azioni che Peek da solo non poteva compiere. Insieme con il padre ha anche pronunciato un discorso all'inaugurazione della Athanasius Kircher Society.
Nel 2004 scienziati della NASA hanno sottoposto Peek a una serie di test, inclusa la tomografia computerizzata e la risonanza magnetica, allo scopo di creare un'immagine tridimensionale della sua struttura cerebrale, relazionando i risultati con gli esiti di una risonanza magnetica fatta nel 1988. È stato il primo tentativo di utilizzare le nuove tecnologie non invasive all'unico scopo di conoscere come una persona con anomalie cerebrali fosse in grado di fare quello che faceva.

## Televisione
Peek è anche apparso in televisione. Ha fatto una breve apparizione in Medical Incredible, uno show del Discovery Health Channel, e un'altra su Discovery Channel, dove ha incontrato un altro idiot savant, Daniel Tammet, e ha rilasciato una breve intervista. Insieme a Daniel Tammet è apparso in Brainman, un documentario di Discovery Channel.
Ha fatto un'apparizione nella trasmissione Believe it or not.
È apparso alla CNN, intervistato da Richard Quest.
Discovery Channel ha trasmesso uno speciale di un'ora intitolato Inside the Rain Man, dedicato alla vita di Kim Peek.
Uno show di un'ora, intitolato The Real Rain Man, è stato trasmesso su Discovery Health il 26 novembre 2006.
Italia 1 il 4 giugno 2010 ha documentato, nel programma "Capogiro", le straordinarie capacità di Kim Peek.